# Svärdsjö distrikt
Svärdsjö distrikt är ett distrikt i Falu kommun och Dalarnas län. Distriktet ligger omkring Svärdsjö i östra Dalarna.

## Tidigare administrativ tillhörighet
Distriktet inrättades 2016 och utgörs av Svärdsjö socken i Falu kommun.
Området motsvarar den omfattning Svärdsjö församling hade vid årsskiftet 1999/2000 och fick 1995 när Svartnäs församling införlivades.

## Tätorter och småorter
I Svärdsjö distrikt finns fyra tätorter och fem småorter.

### Tätorter
- Bengtsheden
- Enviken (del av)
- Svärdsjö
- Toftbyn

### Småorter
- Gårdvik
- Hillersboda
- Kvarntäkt
- Lumsheden
- Vintjärn